# Lethe sicelis
Lethe sicelis är en fjärilsart som beskrevs av William Chapman Hewitson 1862. Lethe sicelis ingår i släktet Lethe och familjen praktfjärilar. Inga underarter finns listade i Catalogue of Life.

## Bildgalleri

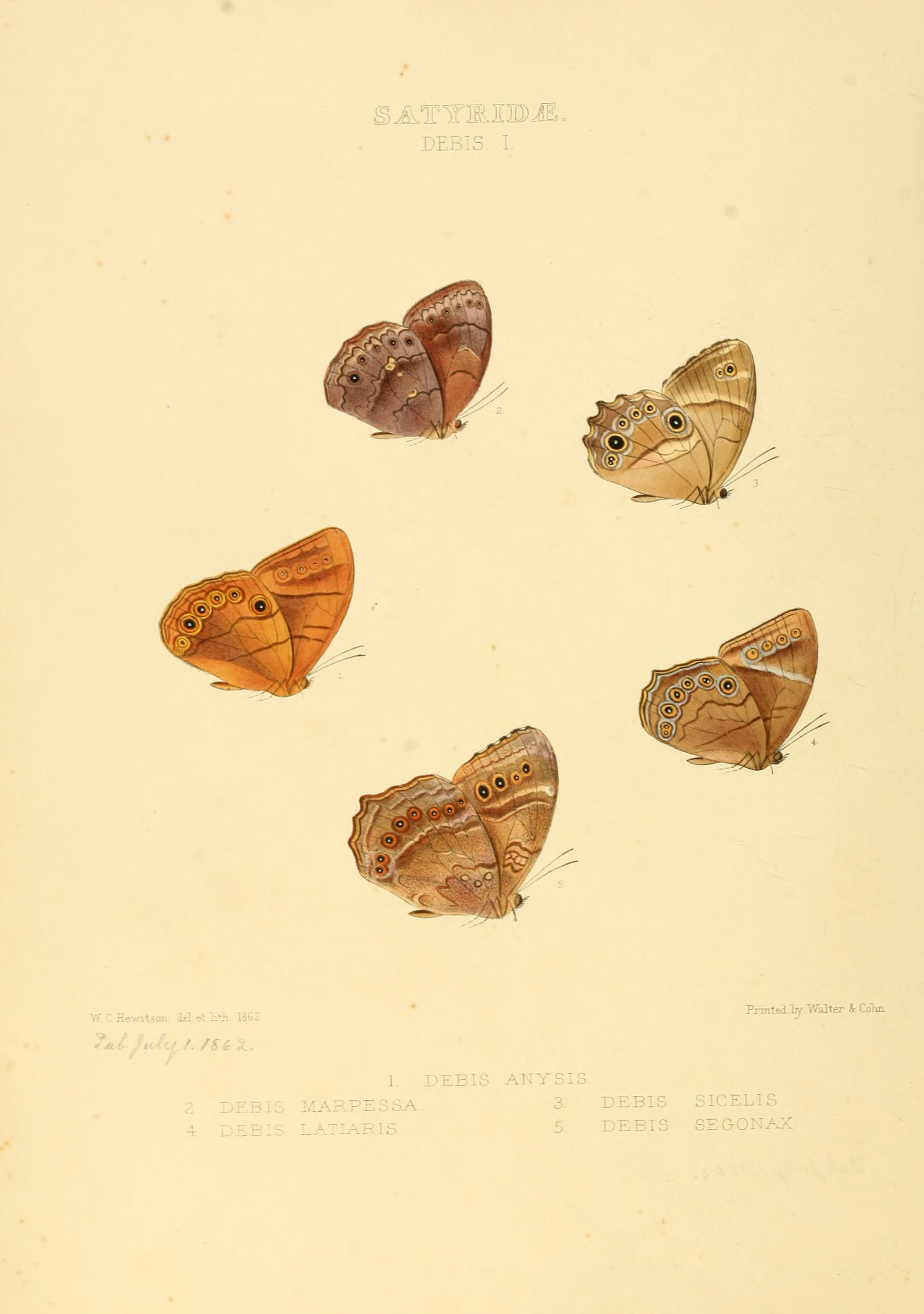
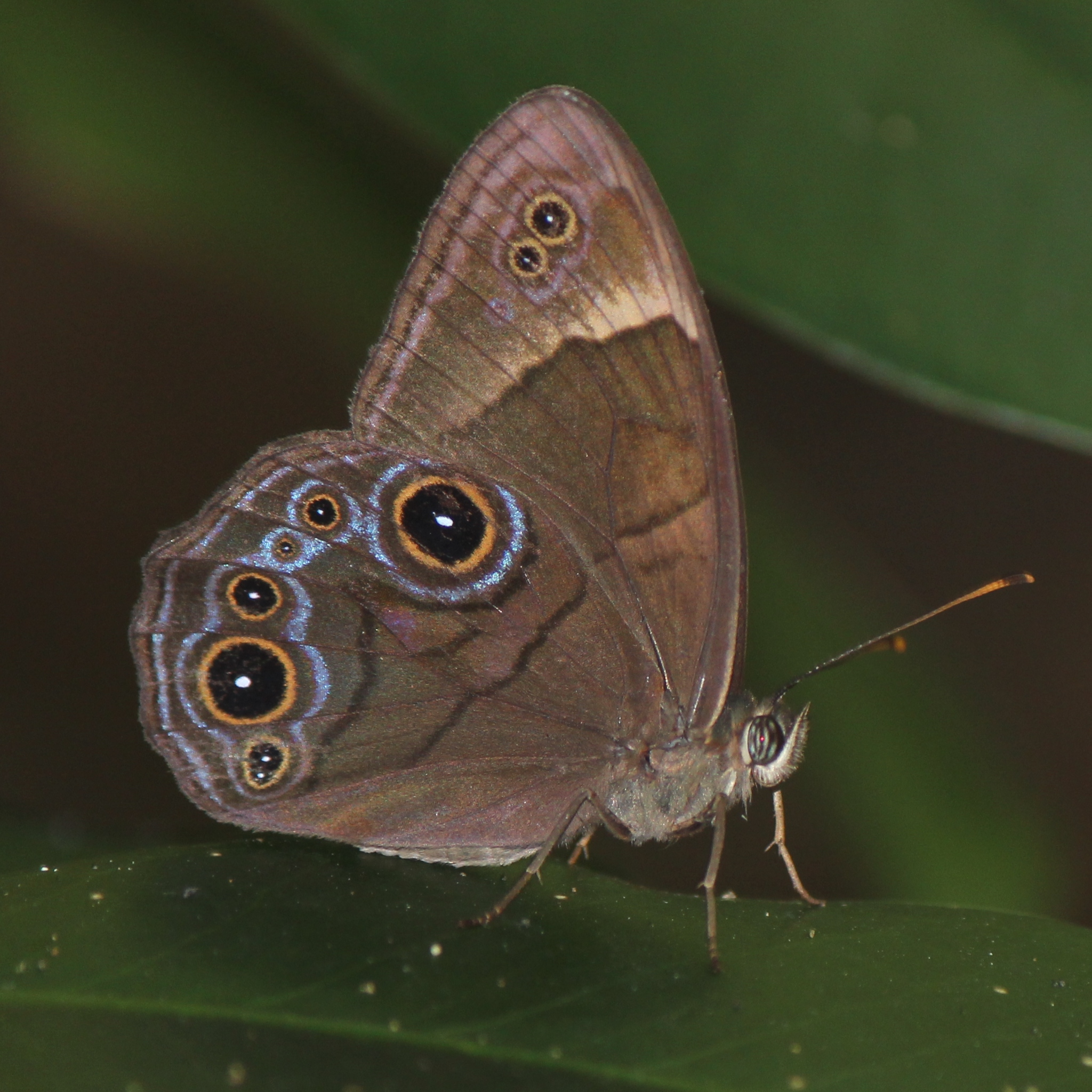
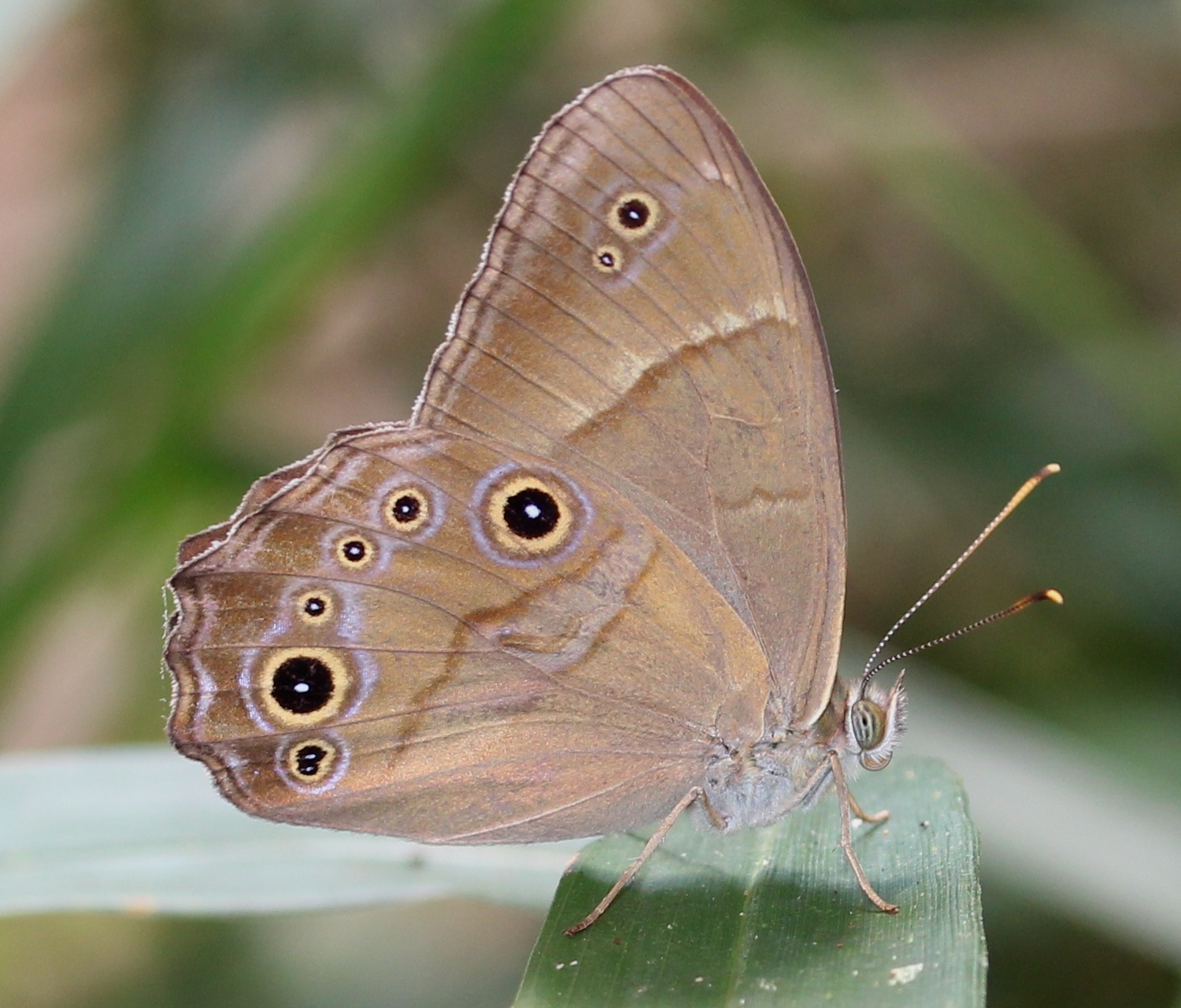
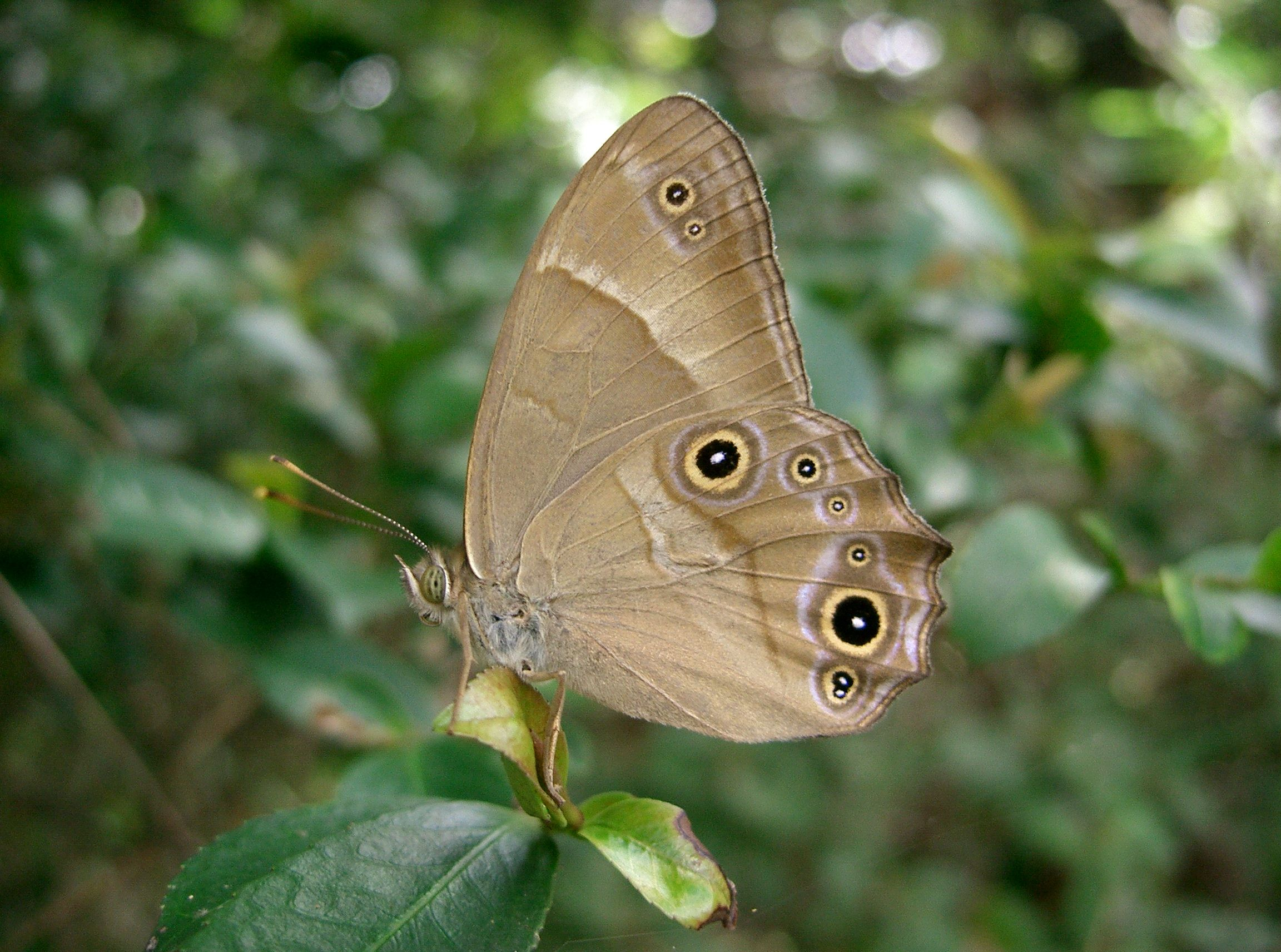